# Heinrich Brandis (Politiker)
Heinrich Graf Brandis (* 20. April 1821 in Graz; † 17. Februar 1900 in Wien) war ein österreichischer katholisch-konservativer Politiker.

## Biografie
Am 16. Oktober 1869 erfolgte die Gründung des Katholischen Volksvereins für Oberösterreich, wobei   Brandis erster Obmann wurde und diese Funktion bis 1891 ausübte. Aus dieser Gruppierung entwickelte sich schließlich die bis 1934 bestehende oberösterreichische Landesorganisation der Christlichsozialen Partei. Von 1870 bis 1892 war er Landtagsabgeordneter in Oberösterreich, von 1873 bis 1891 Reichsratsabgeordneter, ab 1891 Mitglied des Herrenhauses. Ab 1873 war Brandis zudem Obmann der Volkskredit Oberösterreich. 
Brandis war k.u.k. Kämmerer und Sekretär des Sternkreuzordens. Er war verheiratet und hatte ein Kind.